# Emiliano Zapata (Morelos)
Emiliano Zapata es una localidad del estado mexicano de Morelos. Es cabecera del municipio de Emiliano Zapata.

## Demografía
| Gráfica de evolución demográfica |
|                                  |

| Censo | Población |
| ----- | --------- |
| 1940  | 1 630     |
| 1950  | 2 807     |
| 1960  | 3 182     |
| 1970  | 6 259     |
| 1980  | 11 699    |
| 1990  | 19 354    |
| 1995  | 27 369    |
| 2000  | 31 897    |
| 2005  | 39 702    |
| 2010  | 49 193    |
| 2020  | 64 084    |